# Celso Guity
Ceslo Dredy Guity Nunes (ur. 7 sierpnia 1955, zm. 12 lutego 2021) – piłkarz, były reprezentant Hondurasu grający na pozycji napastnika. 

## Kariera klubowa
Celso Guity podczas piłkarskiej kariery występował w klubie C.D. Marathón. 

## Kariera reprezentacyjna
Celso Guity występował w reprezentacji Hondurasu w latach osiemdziesiątych. W 1982 wystąpił na Mundialu w Hiszpanii.
Na Mundialu był rezerwowym i nie wystąpił w żadnym meczu. W 1985 wystąpił w przegranych eliminacjach Mistrzostw Świata 1986. 